# J. Gresham Barrett
James Gresham Barrett (ur. 14 lutego 1961) – amerykański polityk, członek Partii Republikańskiej.
W latach 2003–2011 przez cztery kolejne dwuletnie kadencje Kongresu Stanów Zjednoczonych był przedstawicielem trzeciego okręgu wyborczego w stanie Karolina Południowa w Izbie Reprezentantów Stanów Zjednoczonych.
W 2010 roku nie ubiegał się o reelekcję do Izby Reprezentantów. Zamiast tego starał się o nominację partii Republikańskiej w wyborach na stanowisko gubernatora Karoliny Południowej, jednak nieskutecznie.